# التغير المناخي في ألاسكا

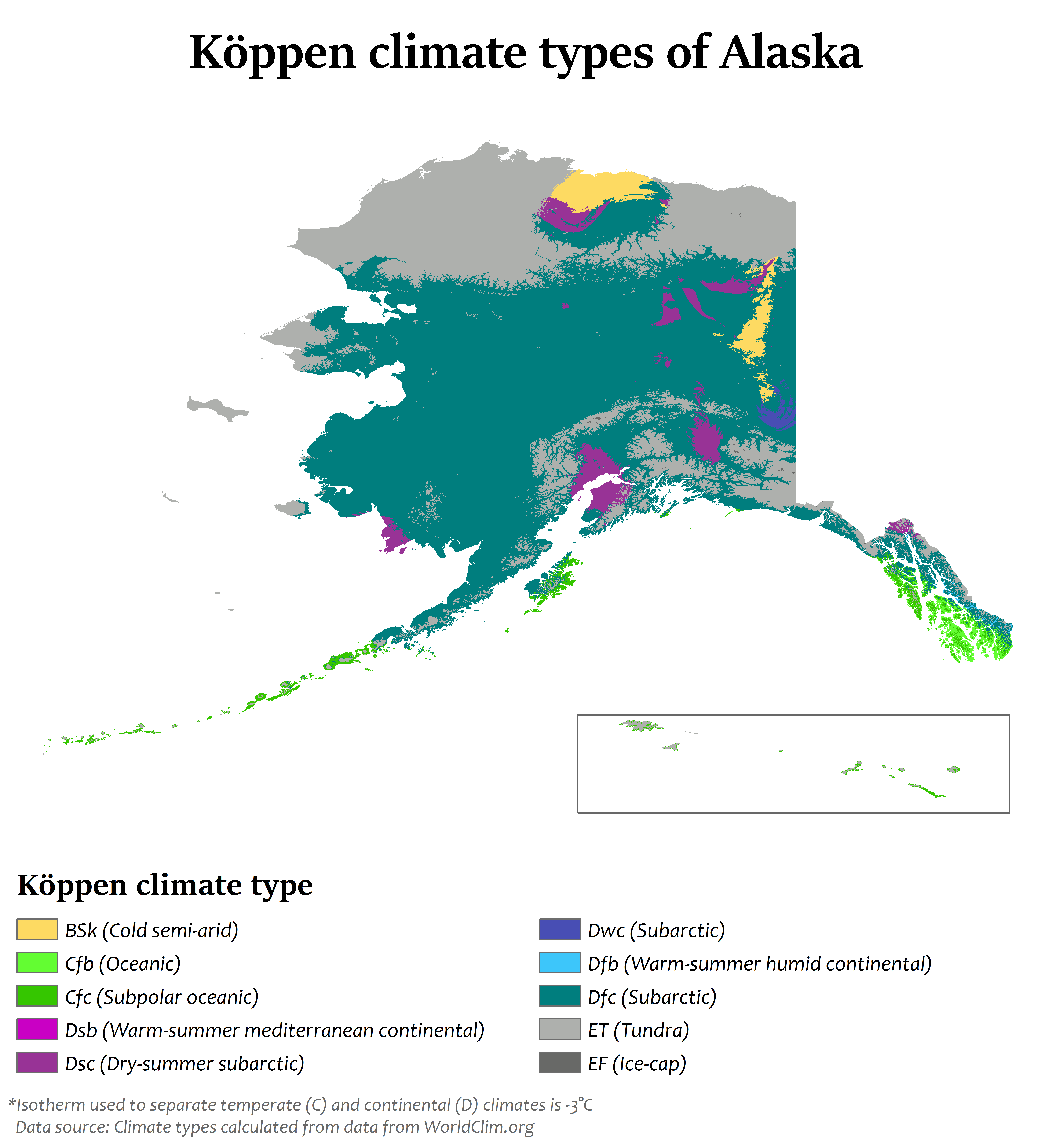
تقسيم كوبن لمناخ ألاسكا.

يشير مصطلح التغير المناخي في ألاسكا إلى آثار تغير المناخ في ولاية ألاسكا الأمريكية.
تغير نمط هطول الأمطار مع ارتفاع درجات الحرارة في فصل الشتاء. لذا ستتعرض جذور الأشجار إلى تربة أكثر برودة بسبب فقدان الغطاء الثلجي على الأرض، ويُظهر الأرز الأصفر هذه النتيجة بالفعل، إضافةً إلى موت العديد من الأشجار. يُرجح أن يتسارع ذوبان الأنهار الجليدية في مستجمعات المياه، مؤديًا إلى تغيرات هيدرولوجية تؤثر على موائل الأراضي الرطبة وتوزيع الحياة البرية. قد تستفيد الحيوانات مثل أيائل الذيل الأسود والموظ والماعز الجبلي من تراجع الغطاء الثلجي، في حين يحتمل أن تتعرض الثدييات مثل فأر الغزلان الشمالي الغربي الذي يحفر الأنفاق تحت الثلج للخطر.
تأسست دائرة وزارية فرعية للتغير المناخي في ألاسكا عام 2006، لتقديم المشورة للحاكم بشأن استراتيجية التغير المناخي، بما في ذلك فرص تقليل انبعاثات غازات الاحتباس الحراري من خلال استخدام أنواع الوقود البديلة، والحفاظ على الطاقة، وكفاءة استهلاك الوقود، وتنظيم النقل.

## الآثار المرصودة للتغير المناخي
ذكرت وكالة حماية البيئة في أغسطس 2016 أنه «على مدار الستين عامًا الماضية، ارتفعت درجة حرارة معظم الولاية بمعدل ثلاث درجات (فهرنهايت) وست درجات خلال فصل الشتاء». ونتيجة لهذه الزيادة في درجات الحرارة، أشارت وكالة حماية البيئة إلى أن «الجليد البحري في القطب الشمالي آخذ في التراجع، والشواطئ تتآكل، والأنهار الجليدية تتقلص، والتربة الصقيعية آخذة في الذوبان، وانتشار الحشرات وحرائق الغابات أصبح أكثر شيوعًا». كما رجحت وكالة حماية البيئة تسارع هذه التغييرات مستقبلًا، مما قد يتسبب في أضرار للبنية التحتية بسبب ذوبان التربة الصقيعية، وتدهور صناعة صيد الأسماك في الولاية.
تعتبر الغابات المطيرة المعتدلة في جنوب شرق ألاسكا في غابة تونغاس الوطنية، غابات مطيرة معتدلة مشبّعة بالرطوبة (رطبة دائمًا). تُصنف الغابات المطيرة المعتدلة المشبّعة بالرطوبة من الغابات المطيرة التي تتلقى أكثر من 10% من الأمطار السنوية خلال فصل الصيف. يساهم وجود ثلوج عابرة في الشتاء بمتوسط درجات حرارة سنوية تبلغ 7 درجات مئوية، في تصنيف الغابات المطيرة المشبّعة بالرطوبة. تصنف هذه الصفات الغابات المطيرة كباردة ومعتدلة.
تهيمن المجموعات قديمة النمو على الغابات المطيرة المعتدلة في جنوب شرق ألاسكا في الوقت الحاضر، إذ يمثل الغطاء النباتي بقوة سلسلة من الصنوبريات: الراتنج الستيكي والأتسوغة متباينة الأوراق والأتسوغة المرتنسيانية والشوح المستحب والصنوبر الملتف والعفص المطوي وسرو نوتكا وأرز ألاسكا الأصفر. تعدّ هذه الغابات- على عكس المناطق المجاورة لها في الشمال والجنوب- آمنة تمامًا من الحرائق، إذ تكاد تخلو من الحرائق في المنطقة الجنوبية الشرقية بسبب المناخ الرطب والبارد. يعدّ الإسقاط الريحي صغير النطاق الاضطراب الرئيسي الذي يؤثر على الغابات المطيرة في هذه المنطقة. تتوافق درجات الحرارة وهطول الأمطار في المنطقة الجنوبية الشرقية من ألاسكا لعام 2011 مع ما تحتاجه غابة مطيرة معتدلة نموذجية وفقًا للخبير ديلاسالا. تلقت جونو في ألاسكا 66.40 بوصة من الأمطار وبلغ متوسطها 40.6 درجة فهرنهايت خلال عام 2011.
يعدّ تساقط الثلوج عاملًا مهمًا للغابات المطيرة المعتدلة في هذه المنطقة، وقد تلقت منطقة جونو 115.9 بوصة والتي تحولت إلى ما يعادل 11.59 بوصة. تتوافق خصائص الطقس في المنطقة الجنوبية الشرقية جيدًا مع ما تحتاجه الغابات المطيرة المعتدلة كما حددها ديلاسالا.

### تآكل السواحل
يُتوقع أن تتأثر بعض المجتمعات في ألاسكا بتآكل السواحل وارتفاع مستوى سطح البحر. حدد تقرير عام 2009 الصادر عن مكتب المساءلة الحكومية 21 مجتمعًا في خطر مباشر، وأوصى بتراجعهم المُدار. إذ يُتوقع أن تغرق كيفالينا مثلًا بحلول عام 2025.

### نظام خطوط الأنابيب العابر لألاسكا
أدت الأمطار الغزيرة الناجمة عن التغير المناخي في ألاسكا إلى حدوث فيضانات بالقرب من نظام خط الأنابيب عبر ألاسكا في السنوات الأخيرة. وفي مايو 2019، طاف نهر ديتريش شمال كولدفوت، مما أدى إلى تآكل 25-50 قدمًا من ضفة النهر، واستلزم أعمالًا طارئة لم تترك سوى مسافة 80 قدمًا بين النهر وخط الأنابيب.
طاف نهر نهر ساجافانيركتوك بعد بضعة أشهر، مما أدى إلى تآكل 100 قدم من ضفة النهر في أغسطس، ولم يتبق سوى مسافة 30 قدمًا بين النهر وخط الأنابيب. طاف نهر لوي أيضًا بالقرب من خط الأنابيب في مارس 2019، ومرة أخرى في يونيو 2020. لا تُتاح المعلومات الشاملة عن خطط معالجة فواصل خطوط الأنابيب في «المناطق عالية المخاطر» بسهولة، رغم أن شركة أليسكا تستجيب من خلال تخزين مواد البناء والاستجابة للطوارئ، وتركيب مبردات أرضية تحت امتداد خط الأنابيب 57 ميلًا شمال غرب فيربانكس.

## الآثار المتوقعة للتغير المناخي
تعدّ عواصف الرياح أكثر أنظمة الاضطراب ذات الصلة التي تؤثر على الغابات المطيرة الجنوبية الشرقية المعتدلة. تحدث عواصف الرياح القالعة في فترات زمنية مدتها 100 عام، وسيستمر الاقتلاع الريحي كاضطراب رئيسي من الاضطرابات الرئيسية في السنوات القادمة. ستصبح المناطق المحمية من الرياح التي تدعم مجموعات النمو القديمة أكثر عرضة لحالات الاقتلاع الريحي. تعدّ العوامل مثل تحلل الساق والأمراض الأخرى ذات تأثيرات أقل على هذه الحوامل، ويجب النظر إليها بنطاق أدق وكاضطراب حصري. يصبح موسم النمو أطول مع ارتفاع درجات الحرارة، ويُتوقع أن تزداد معدلات نمو هذه الفطريات. تولّد أحداث الاقتلاع الريحي بالإضافة إلى الفطريات قلقًا لبقاء أشجار النمو القديم في جميع أنحاء المنطقة.
يمهد تراجع أشجار النمو القديم الطريق لزيادة الأنواع المتتالية المبكرة التي تستحوذ على نسبة أكبر من المساحة. تأثر الأرز الأصفر مثلًا، بشكل ملحوظ بالتغير المناخي. يتمثل الاضطراب الرئيسي للأرز الأصفر في الجزء الشمالي من المنطقة الجنوبية الشرقية في نقص أو نضوب حزمة الثلج. حدث تموت لأشجار الأرز الصفراء في جميع أنحاء مساحة 200000 هكتار على مدى 100 عام مضى. يعدّ نظام الجذر الناعم للأرز الأصفر عرضة لتأثير درجات حرارة التربة الباردة، فتصبح درجات الحرارة الأقل من -5 درجة مئوية مميتة. تعمل حزمة الثلج كعامل عازل لنظام جذور الأشجار. يؤدي ارتفاع درجات الحرارة إلى ذوبان الثلوج في وقت مبكر، وتأخير أوقات التجمد. فعندما تكون معزولة بالثلج، يبقى حاجز درجة الحرارة في مكانه ويمكن أن تصمد جذور الشجرة. ستكون بداية فصول التجمد الربيعية ضارة بمجموعات الأرز الأصفر، وسيكون لتغير العوامل المناخية تأثير ضار على مستوى سطح البحر المحيط بألاسكا. انخفض مستوى سطح البحر قبالة سواحل ألاسكا بقدر 32 بوصة منذ عام 1950. يرجع هذا التغيير الكبير إلى التحولات في الصفائح التكتونية للأرض نتيجة لعملية تسمى التراجع الجليدي التكيفي.
يُتوقع أن يكون لهذه العوامل المناخية المتغيرة تأثير كبير على حالة موائل الحياة البرية. يزيد كل من ارتفاع درجات الحرارة وتراجع الأراضي الرطبة والجداول من احتمالية نشوب الحرائق، وهي مسألة بارزة فيما يخص الغابات المطيرة المعتدلة. يعدّ الثلج وكذلك الأنهار الجليدية من العوامل البيوفيزيائية الرئيسية السائدة في العديد من المناطق التي تحتوي على غابات مطيرة معتدلة. يتسبب الاحترار المستمر في هذه المنطقة في تغيرات هيدرولوجية كبيرة قد تؤثر على الغابات المطيرة مستقبلًا. ستؤثر هذه التغييرات الهيدرولوجية على توزيع مكان الأنواع وموائل الحياة البرية.